# Саньчахе
ГЕС Санчахе (三岔河水电站) — гідроелектростанція на півдні Китаю у провінції Юньнань. Знаходячись перед ГЕС Хоук'яо (猴桥, 28 МВт), становить верхній ступінь в каскаді на річці Binglang, правій притоці Daying, котра в свою чергу є лівою притокою Іраваді (протікаюча майже виключно у М'янмі одна з найбільших річок Південно-Східної Азії, яка впадає кількома рукавами до Андаманського моря та Бенгальської затоки).
В межах проекту річку перекрили кам'яно-накидною греблею з бетонним облицюванням висотою 94 метри. Вона утримує водосховище з об'ємом 258 млн м3, яке накопичує ресурс в інтересах всього розташованого нижче каскаду з восьми електростанцій.
Зі сховища під лівобережним масивом прокладений дериваційний тунель, котрий подає воду до розташованого за 2 км наземного машинного залу, де встановлене генераторне обладнання потужністю 72 МВт.